# Rue Taitbout
Rue Taitbout este o stradă din arondismentul 9 al Parisului. Situată în cartierul Chaussée d'Antin, ea începe de pe boulevard des Italiens nr. 22 – numit inițial boulevard de Gand – și se termină pe rue d'Aumale nr. 19.

## Originea numelui
Această stradă poartă numele lui Jean-Baptiste Taitbout tatăl, funcționar al administrației orașului Paris în 1698, iar fiul și nepotul său, Julien Taitbout, locuia încă acolo în 1775.

## Istoric
Ea a fost deschisă pe 13 august 1773 între boulevard des Italiens și rue de Provence, și a fost numită de la această dată rue Taitbout. Piața Adrien-Oudin făcea parte din această stradă.
„Ludovic, etc. Aflându-ne în această zi în consiliul nostru de stat  la cererea dragului și iubitului nostru Jacques Louis Guillaume Bouret de Vézelay, trezorier general al artileriei și geniului, etc., am spus și ordonat, prin acest act act semnat de mâna noastră, după cum urmează:

Articolul 1: 
 Va fi deschisă pe cheltuielile domnului Bouret de Vézelay o stradă cu o lățime de 30 de picioare pe terenul închiriat de el pe termen lung de la călugării Mathurins în quartier du Faubourg-Montmartre, care se va termina la zidurile orașului, în fața rue Grammont, traversând un teren al cărui proprietar este mai sus menționatul domn Bouret de Vézelay, și cu celălalt capăt în rue de Provence, formând o cotitură la mijlocul lungimii sale.
Articolul 2 : 
 Vrem ca strada menționată să fie numită rue Taitbout.
Dat la Compiègne în ziua de 13 august a anului 1773 și în al 58-lea an al domniei noastre.
Semnat Ludovic.”
Punerea în executare a acestui decret regal a întâlnit o rezistență destul de puternică din partea trezorierilor Franței în ceea ce privește cotitura ce urma să fie realizată în mijlocul noii străzi. Acest decret a trecut, cu toate acestea, prin parlament pe 25 februarie 1775, iar rue Taitbout a fost trasată și deschisă pe data de 4 octombrie a aceluiași an, în conformitate cu dispozițiile stabilite de rege. Dar trezorierii Franței l-au obligat pe domnul Bouret de Vézelay să amenajeze un alt tronson de ramificație a străzii, care, pornind de la cotitura din rue Taitbout, trebuia să ajungă la metereze. Domnul Bouret de Vézelay s-a supus acestei condiții, dar nefiind proprietarul tuturor terenurilor pe unde urma să treacă deschiderea, el nu a putut realiza decât o fundătură care a luat numele de impasse Taitbout și care, mai târziu, în mijlocul prelungirii sale până în Boulevard des Italiens, a devenit rue du Helder.
Astfel această stradă a fost formată din trei porțiuni care au fost deschise în trei rânduri:
- prima parte, deschisă între 1773 și 1775, între boulevard des Italiens și rue de Provence, sub numele de rue Taitbout.
- a doua parte, deschisă în 1781, între rue de Provence și rue Chantereine, sub numele de rue de La Houssaye
- a treia parte, deschisă între 1777 și 1781, între rue Chantereine și rue Saint-Lazare, sub numele de rue des Trois-Frères.

În 1853 rue de La Houssaye și rue des Trois-Frères au fost unite cu rue Taitbout.
În 1854 rue Taitbout a fost prelungită până în rue d'Aumale, absorbind impasse (fundătura) Taitbout

## Clădiri importante și locuri memorabile
- nr. 2 : aici s-a aflat faimoasa café Tortoni, care și-a închis porțile în anul 1893.
- nr. 6 : Pierre-Philippe Thomire a avut aici magazinul său de mobilier și de obiecte aurite și din bronz; el a cumpărat la 12 august 1804 magazinul Casa Lignereux de la nr. 41.
- nr. 24 : primul magazin de modă al surorilor Callot.
- nr. 41 : aici se afla în 1804 Casa Thomire-Duterme et Cie succesoare a Casei Lignereux, care se ocupa cu comerțul de mobilier și de obiecte aurite și din bronz.
- nr. 80 : Square d'Orléans.
- nr. 89 : sediul companiei Wendel

## În literatură
În secolul al XIX-lea, rue Taitbout era una dintre străzile pe care bancherii bogați își cazau metresele. Așa a procedat personajul Frédéric de Nucingen al lui Balzac care a instalat-o aici pe Esther Gobseck. Tânăra curtezană îl primește aici în secret pe Lucien de Rubempré în romanul Strălucirea și suferințele curtezanelor (1838-1847):
„Lucien luă o birjă pe rue de la Planche, coborî pe bulevard, luă alt birjă la biserica Madeleine și-i spuse să-l ducă în rue Taitbout. La ora unsprezece intră la Esther și o găsi plângând, dar îmbrăcată cum se îmbrăca pentru a-l primi! Îl aștepta pe Lucien al ei culcat pe un divan alb, broșat cu flori galbene, îmbrăcat într-un halat încântător de muselină indiană, cu funde roșii ca cireașa, fără corset, cu părul legat numai cu o panglică, în picioare cu papuci de catifea căptușiți cu satin de culoarea cireșei, cu toate lumânările aprinse și narghileaua gata: dar pe a sa n-o fuma și o lăsa să rămână stinsă în față-i în semn de mâhnire.”
În ciclul Les Pasquier al lui Georges Duhamel, bogatul Joseph Pasquier locuiește pe rue Taitbout.